# Blighia unijugata
Blighia unijugata es una especie de árbol perteneciente a la familia Sapindaceae. Es originaria de África.

## Descripción
Es un árbol que alcanza  hasta 300 m de altura. La corteza de color verde oscuro, con ramillas  pubescentes. Las hojas de 4-20 cm de largo, con pecíolo de 4-10 mm de largo, con pelo como las ramitas. Las inflorescencia de 2-6 (8) pulgadas de largo, por lo general en las axilas de las hojas. Las flores son blancas de  4 metros de largo.

## Distribución
Está muy extendida en África tropical.

## Ecología
Esta planta sirve de alimento a las larvas de la mariposa Charaxes brutus.